# Космос 146
Космос 146 (Союз 7К-Л1 № 2Л) – първият старт на прототипа на лунния космически кораб „Союз 7К-Л1П“. Конструкцията на апарата е опростена, тъй като основната цел на мисията е изпробване на Блок Д – четвъртата степен на ракетата-носител УР-500 (Протон). Корабът е изведен на разчетната орбита, а след това – на траекторията по посока Луната. Двигателят на Блок Д се включва два пъти по време на полета.
По-нататъшен контрол на полета и връщане на кораба не е планирано. Това е четвъртото успешно изстрелване на ракета „Протон“ от пет, извършени до това време. По програмата за облитане на
Има версии, че полетите на „Космос 146“ и „Космос 154“ са с различни от официално оповестените цели и резултати от полетите си. Има информация от някои източници, че „Космос 146“ е ускорен до Втора космическа скорост. Целта на апарата, обаче не може да бъде изходна траектория към Луната, защото нито времето нито мястото на старта не позволявали да стане това.
Двигателите на „Блок Д“ не са задействани веднага, а след около 8 обиколки на Земята, което е необичайно. Възможно е, „Космос 146“ да отработва забавяне на стартирането на „Блок Д“, за да се симулира пристигането до апарата на екипажа с кораба „Союз“.

## Лунната надпревара
По времето на старта на апарата, НАСА вече е изстреляла в орбита три прототипа на лунни космически кораба (AS-201, AS-202 (Аполо 3), AS-203 (Аполо 4)). САЩ са готови за стартиране на пилотиран кораб към Луната, преди Съветския съюз да е извел в орбита първия си безпилотен прототип, но 2 месеца преди старта на „Космос 146“ по време на пожар загива екипажа на командния модул на „Аполо 1“.